# Мура (град)
Вижте пояснителната страница за други значения на Мура.
Му̀ра (на шведски: Mora, на шведски се произнася с дълго У, най-близко до Муура) е град в Швеция. Намира се в лен Даларна на провинция Даларна. Главен град на едноименната община Мура. Разположен е на северния бряг на езерото Силян. Първите сведения за града датират от 16 век. Шосеен и жп транспортен възел. Население 10 896 жители от преброяването през 2010 г.

## Личности
Родени
- Юасим Канс (р. 1970), шведски рокпевец
- Андерш Цорн (1860-1920), шведски художник

## Спорт
Мура ИК е професионалният хокеен отбор на града Мура.

## Фотогалерия
- Музеят „Цорнгарден“
- Църквата